# Sofia de Bourbon
Sofia de Todos os Santos (em espanhol: Sofía de Todos los Santos; Madrid, 29 de abril de 2007) é a filha mais nova dos atuais reis de Espanha, Filipe VI e Letícia. É a segunda na linha de sucessão ao trono espanhol, atrás apenas de sua irmã, Leonor, Princesa das Astúrias. Ela é neta dos reis eméritos Juan Carlos I de Espanha e Sofia da Grécia, e pertence á Casa de Bourbon.

## Nascimento
Sofia nasceu no dia 29 de abril de 2007 às 16h50 (horário local) na Clínica Ruber, localizada na cidade de Madrid na Espanha, por meio de uma cesariana. Na ocasião, pesava 3,310kg e media 50 centímetros. 

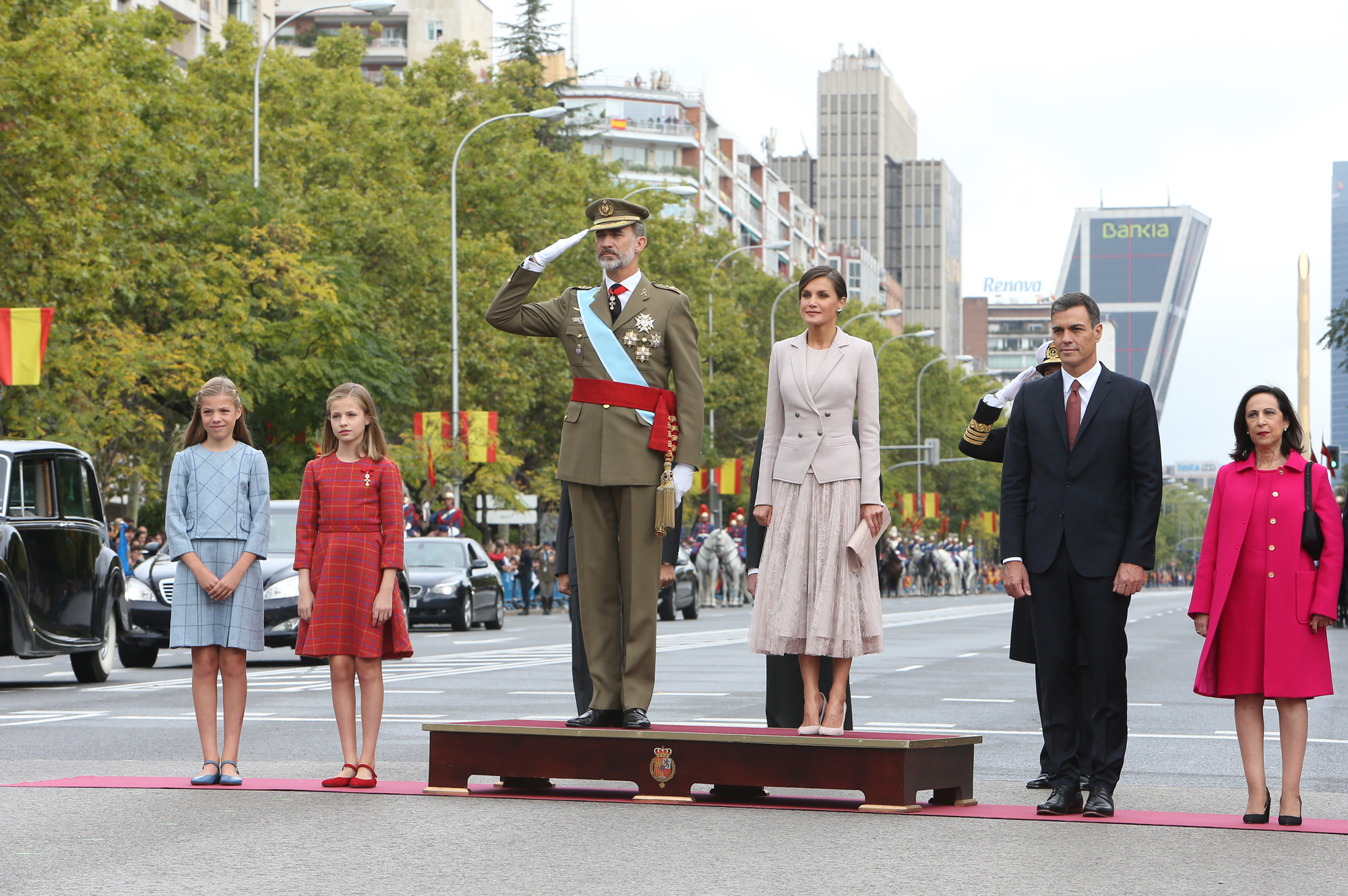
A Infanta Sofia e sua irmã, a Princesa de Astúrias, junto a seus pais, os Reis de Espanha, participam do desfile da Festa Nacional 2018.

O seu nascimento foi comunicado à imprensa através de mensagens escritas por telemóvel e as células do seu cordão umbilical foram conservadas e enviadas para um banco de conservação de células estaminais na Europa e também outro público na Espanha e quatro horas após chegar ao mundo, seu pai deu uma entrevista a imprensa onde disse: "Nós estamos muito felizes. Eu realmente não sabia como ia reagir com o nascimento de outra menina, mas eu penso que se ama cada filho da mesma maneira". 
O seu nome é uma homenagem à sua avó paterna, a rainha consorte Sofia da Espanha. A infanta é a primeira "Sofia" a nascer dentro da família real espanhola. 

### Batizado
Em 15 de julho de 2007, foi batizada com água do rio Jordão nos jardins do Palácio da Zarzuela, residência de verão da família, localizado nas montanhas de El Pardo em Madrid. Os padrinhos escolhidos foram sua avó materna, Paloma Rocasolano, e o príncipe Konstantin-Assen da Bulgária, amigo pessoal de seu pai. 

### Primeira Comunhão e Crisma
No dia 17 de maio de 2017, a infanta fez oficialmente a sua primeira comunhão. Igual a sua irmã anos antes, ela vestiu o uniforme da escola Nuestra Señora de los Rosales e a cerimônia foi realizada na Igreja La Asunción de Nuestra Señora, localizada na cidade de Madrid.
Sofia foi crismada no final de maio de 2023 na Igreja Assunção de Nuestra Señora, em Aravaca, Madrid.

## Educação e interesses
Começou os estudos no dia 11 de setembro de 2009, na Escuela Infantil Guardia Real, uma creche particular criada para os filhos dos funcionários do Palácio da Zarzuela, e em 15 de setembro de 2010 ingressou, com a irmã, no colégio particular Santa María de los Rosales iniciando o primeiro ano da educação infantil.  
Em fevereiro de 2023, os seus pais anunciaram, através de um comunicado, que ela seguiria os passos da irmã e faria o Ensino Médio num internato do País de Gales, no UWC Atlantic College. 

### Outros interesses
Como sua irmã, estudou inglês e catalão, e teve aulas de música, ballet, ténis, natação e ski quando era pequena. No entanto, a revista Vanitatis revela que ela joga como centrocampista de futebol e inclusive pensou em se juntar a algum time espanhol, como a Mujer Hoy relata que ela gosta de "tecnología, informática e robótica".  

## Funções oficiais
Em 2014 ela e a irmã participaram nos eventos de entronização do seu pai, o rei Filipe VI de Espanha.
Os seus pais sempre quiseram que a distinção entre suas filhas fosse a menor possível, assim que segundo a revista Diez Minutos, ela "partilha a mesa presidencial com os Reis e Rainhas e Leonor nos prémios Princesa das Astúrias e juntamente com a irmã mais velha já a vimos ler um fragmento de Dom Quixote para celebrar o Dia do Livro e enviar uma mensagem de alento aos jovens durante o confinamento devido ao coronavírus".    
Sofia tem presença assídua em eventos públicos sempre que sua vida de estudante permite e entre 1º de janeiro de 2021 e 20 de maio de 2023, conforme a agenda da Casa Real, ela atendeu a 26 eventos públicos. 
Ela e a irmã também são vistas durante o verão na cidade espanhola de Palma de Maiorca para as férias com os pais e a avó paterna, a rainha Sofia.

## Títulos e estilos
- 29 de abril de 2007 - presente: Sua Alteza Real, a Infanta Dona Sofia de Bourbon[5]